# Gaia Buso
Pas d'image ? Cliquez ici

a Compétitions nationales et continentales officielles uniquement.

b Matchs officiels uniquement.
Gaia Buso est une joueuse internationale italienne de rugby à XV née le 16 août 2002. Elle joue au poste d'ailière à Villorba.

## Biographie
Gaia Buso est née le 16 août 2002 à Trévise. Elle débute le rugby à neuf ans.
Elle devient internationale en septembre 2023 face au Japon puis joue la première édition du WXV.
En 2025 elle est sélectionnée avec la franchise des Zebre.

## Palmarès
- Vainqueure du championnat d'Italie -18 en 2016, 2017 et 2018